# Hard Boiled
Hard Boiled to trzyczęściowa mini-seria komiksowa z gatunku science fiction/cyberpunk stworzona przez Franka Millera, a narysowana przez Geofa Darrowa.
Zwraca uwagę dużą ilością pełnej przemocy akcji i niezwykle dokładnymi i dopracowanymi rysunkami Darrowa. W Polsce wydana została przez Egmont.

## Fabuła
Carl Seltz na pozór jest zwykłym człowiekiem - ma rodzinę, prowadzi normalne życie i pracuje w ubezpieczeniach. W pewnej chwili jednak odkrywa, że w rzeczywistości jest cyborgiem, poborcą podatkowym. Jego umysł nie jest w stanie zaakceptować tego faktu. Nie chce także włączyć się w walkę i konspirację przygotowaną przez inne cyborgi.